# Gaylussyt
Gaylussyt – minerał z grupy węglanów. Jest ewaporatem powstałym na skutek parowania słonych jezior. Został opisany po raz pierwszy w 1826 i nazwany na cześć francuskiego chemika Josepha Louisa Gay-Lussaca

## Występowanie
Występuje głównie w USA w stanach Kalifornia, Nevada i Wyoming.